# Văn hóa Cuba

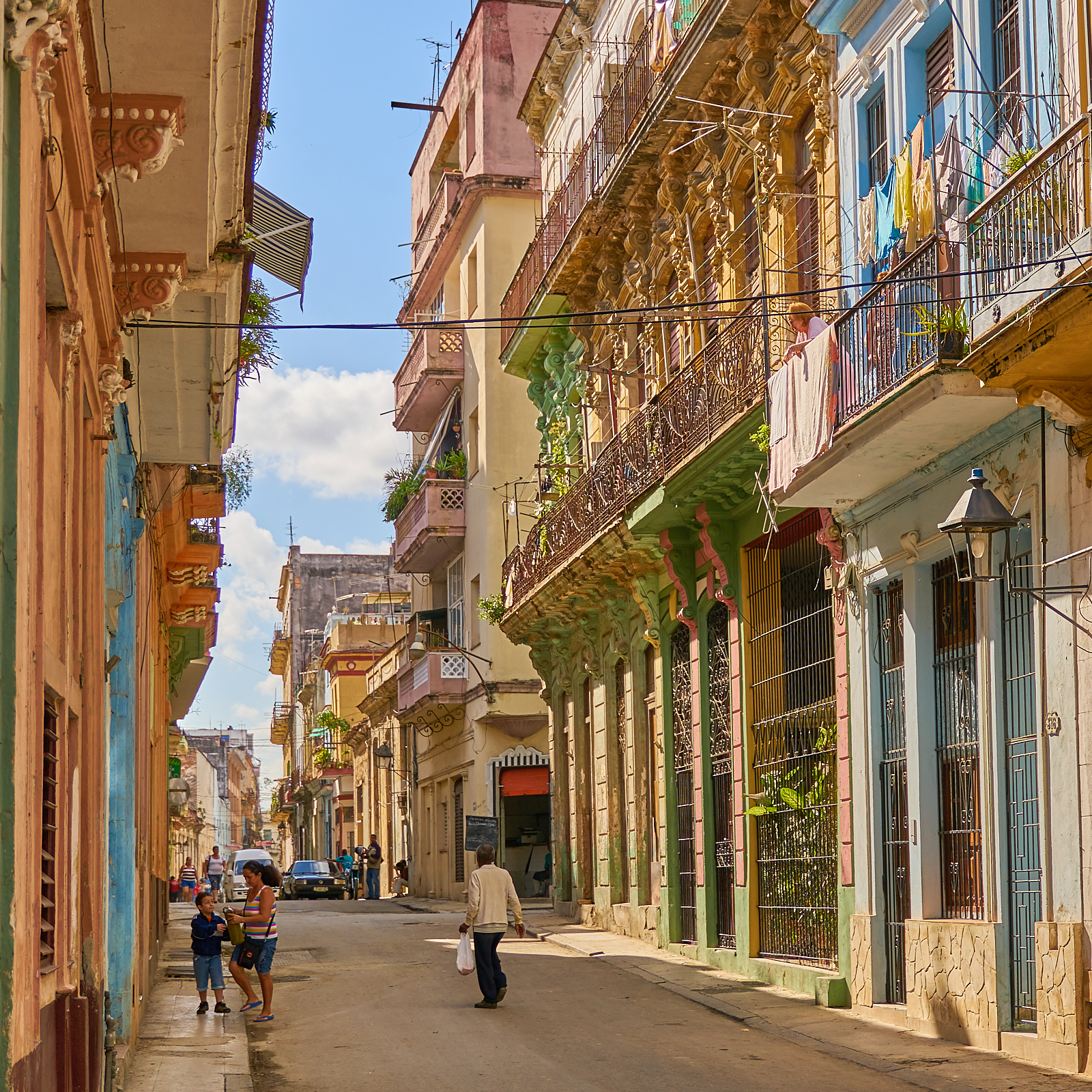
Phố cổ La Havana đầy màu sắc

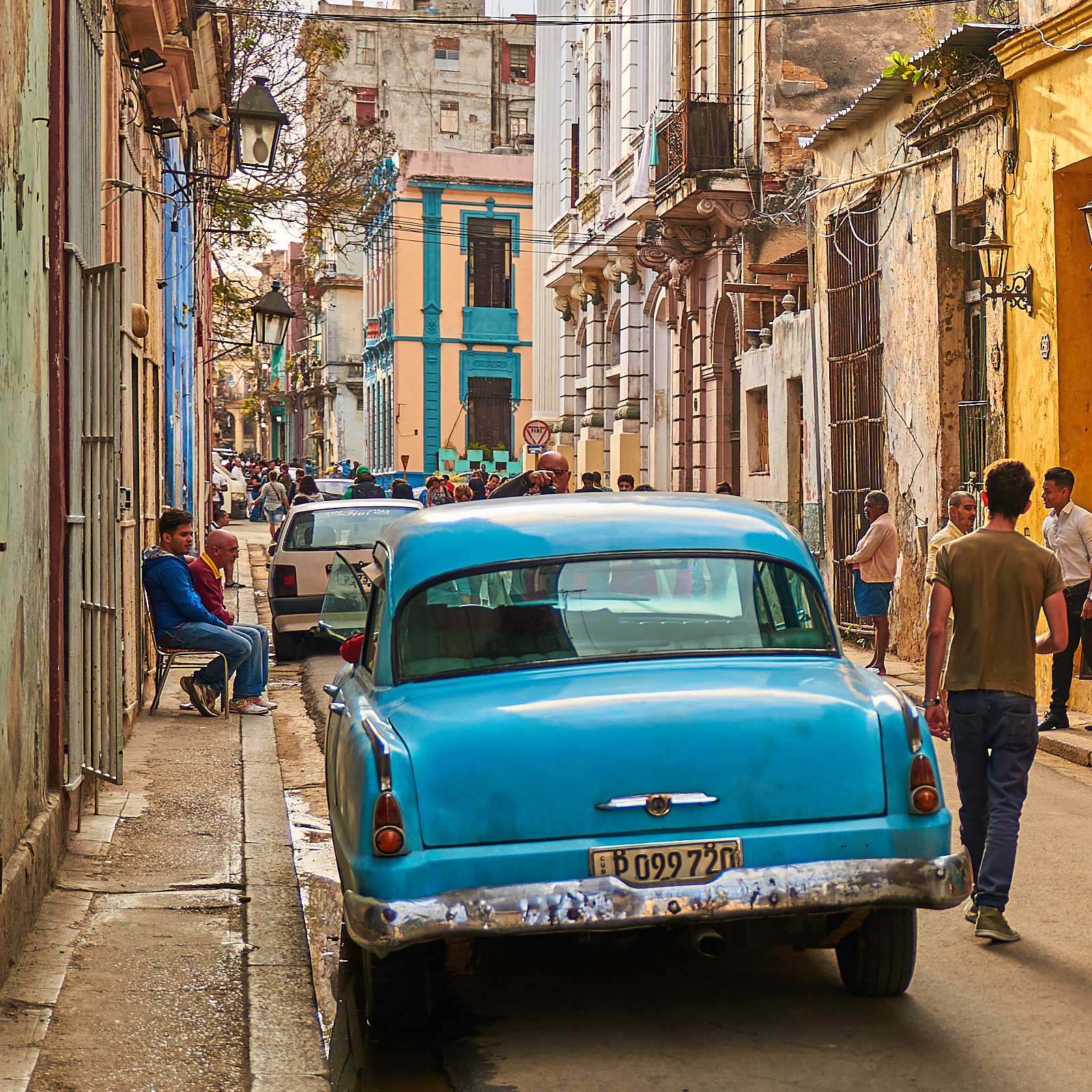
Xe hơi cổ ở Cuba

Văn hóa Cuba (Culture of Cuba) là sự kết hợp của các yếu tố phức hợp và ảnh hưởng khác nhau tại đất nước Cuba. Cuba có một lịch sử và văn hóa phong phú. Đất nước Cuba được biết đến với nền văn hoá đặc sắc, có sự hoà trộn, tiếp thu nhiều nền văn hoá trên thế giới. Người Cuba và phong tục của người Cuba dựa trên ảnh hưởng của văn hóa châu Âu, văn hóa châu Phi và nền văn hóa của người Mỹ bản địa.. Cuba nổi tiếng với văn hóa độc đáo và cảnh quan đẹp, những hình ảnh thú vị, những món ăn độc đáo thuộc sở hữu riêng của hòn đảo Cuba như rum, xì gà, xe cổ retro. Song song với đó, người dân Cuba luôn có ý thức gìn giữ những truyền thống văn hoá bản địa, trong đó có văn hoá đậm dấu ấn của người Taíno vốn là một trong những nền văn hoá quan trọng, có ảnh hưởng lớn đến cuộc sống người Cuba. Cuba ngày nay chú trọng gìn giữ những nét văn hóa truyền thống của người Taíno, họ còn tìm cách để quảng bá rộng rãi văn hoá đặc sắc này đến du khách, thúc đẩy phát triển du lịch Cuba. Ở Cuba, những nghệ nhân cuốn xì gà (Torcedores, hầu hết các nghệ nhân Torcedores hoặc Torcedoras là phụ nữ) là những người thợ lành nghề cuốn xì gà bằng tay, họ được xã hội và văn hóa Cuba rất kính trọng và đi khắp thế giới để trình diễn nghệ thuật cuốn xì gà Cuba bằng tay. 

## Đại cương
Một trong những đặc điểm nổi tiếng của văn hóa Cuba là âm nhạc và khiêu vũ. Nhảy salsa và rumba và Cha-cha-cha là những điệu nhảy Latin phổ biến không thể thiếu trong văn hóa Cuba. Cuba cũng nổi tiếng với truyền thống thể thao như bóng đá, bóng chày và quần vợt, bóng chày là môn thể thao quốc gia của Cuba. Ẩm thực Cuba nổi tiếng với sự kết hợp giữa các yếu tố Tây Ban Nha, Phi châu và gốc Taino. Ở Cuba, ẩm thực không chỉ là việc ăn uống mà còn là một phần của đời sống và văn hóa với những món ăn độc đáo và hương vị đặc trưng. Ẩm thực Cuba vừa có những mùi vị riêng của xứ Caribe vừa có hương vị ảnh hưởng từ Tây Ban Nha và Mexico. Tôn giáo vẫn còn khá phổ biến tại Cuba mặc dù rất hiếm khách du lịch có thể tiếp cận với nó. Santería vẫn được duy trì như một tôn giáo truyền thống được tạo ra bởi sự pha trộn giữa các yếu tố Yoruba mang đến bởi những người nô lê châu Phi và công giáo La Mã đến từ những ông chủ đồn điền người Tây Ban Nha. Cũng như các nước Mỹ Latin khác, bùa chú và mê tín là một phần không thể thiếu trong đời sống tinh thần của người Cuba. Người Cuba cũng tin thờ thần thánh và một trong những vị được yêu kính nhất là thần Lazaro. Người dân Cuba được cảm nhận là thân thiện, họ thường xuyên tổ chức những lễ hội đầy sắc màu mang đậm văn hóa bản địa.

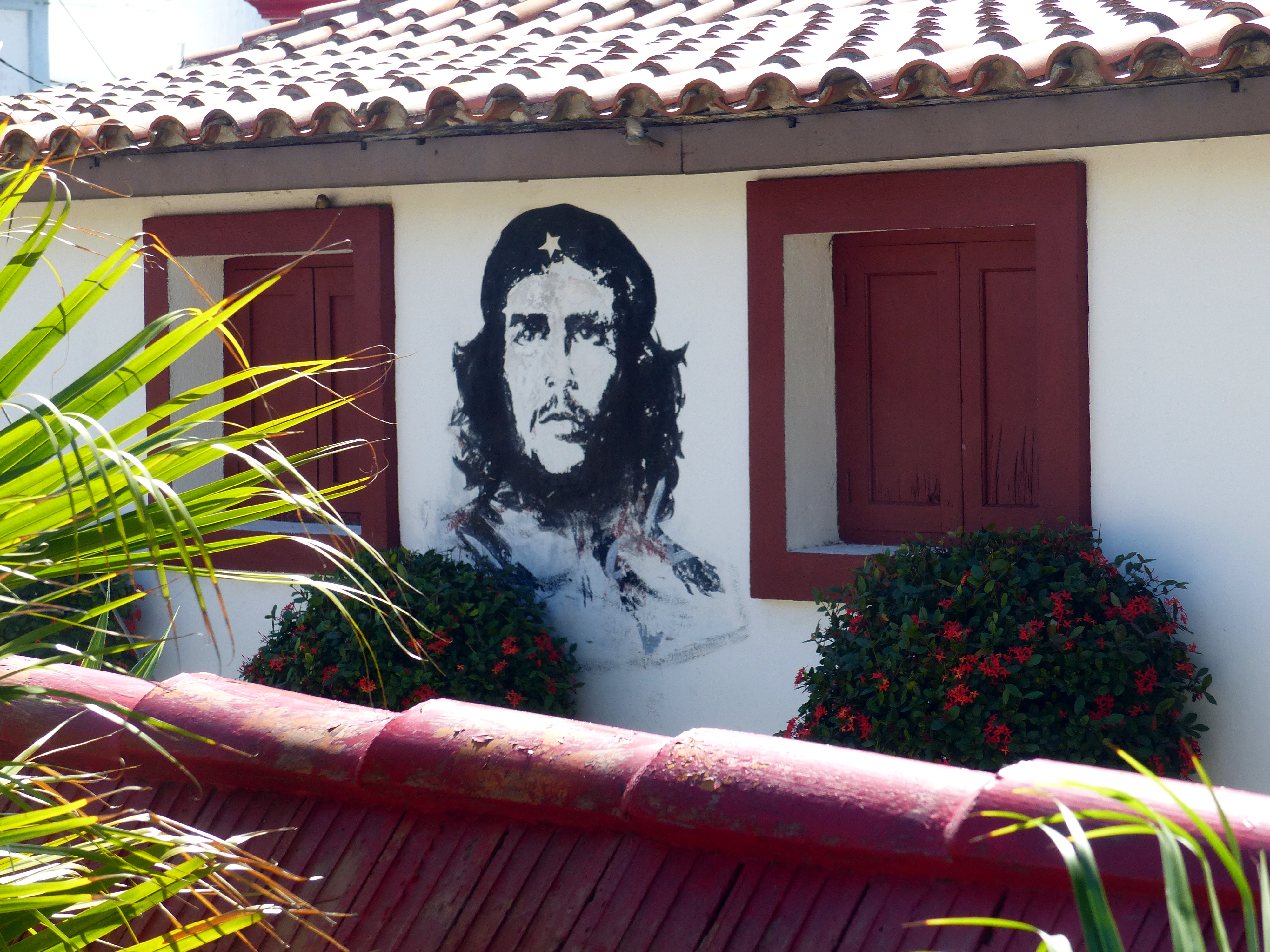
Hình ảnh Che Guervara ở Cuba

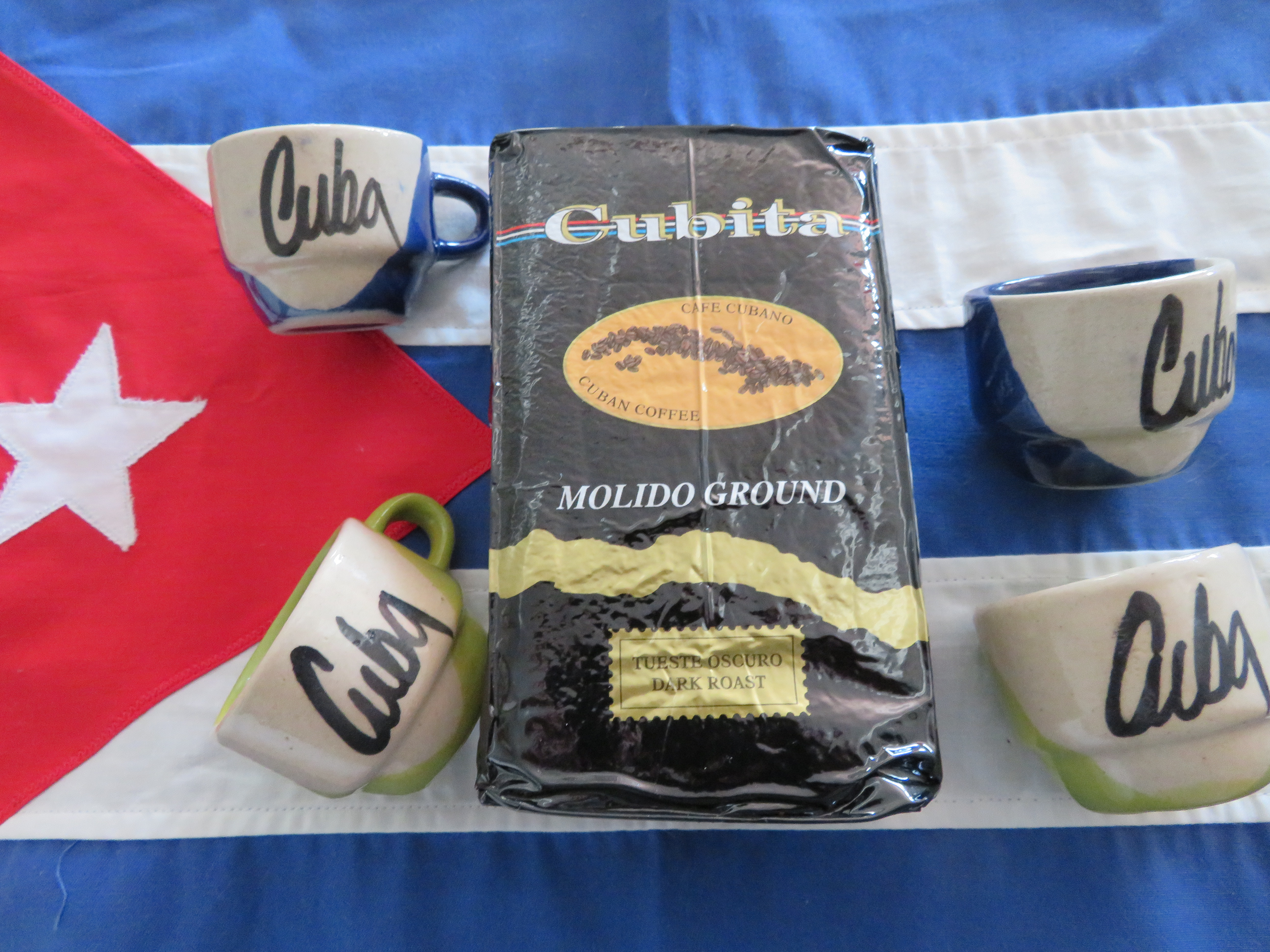
Cà phê Cuba

Ở Cuba có khoảng 60 ngàn chiếc xe cổ tại Cuba, chủ yếu là xe Ford và Chevrolet (Mỹ), ngoài ra, còn bắt gặp rất nhiều những chiếc xe Ladas, một minh chứng cho ảnh hưởng của Liên Xô đến đất nước này từ sau cuộc cách mạng. Số xe cổ vào Cuba chủ yếu trước năm 1950, với 25% trước 1930, và 25% trước năm 1940, còn lại trước năm 1950. Xe cổ màu sắc rực rỡ trên đường chính là điều gây ấn tượng mạnh tại Cuba. Chúng cũng trở thành biểu tượng của nền văn hóa Cuba. Do bị Hoa Kỳ cô lập kinh tế, Cuba không thể nhập khẩu hay sản xuất ô tô mới, nên ô tô cổ được giữ lại, hoạt động liên tục trong hơn nửa thế kỷ. Nếu nhắc đến Cuba, là gắn với hình ảnh Che Guevara là một người du kích anh hùng đến từ đất nước Argentina nhưng gắn liền với cuộc cách mạng giải phóng dân tộc tại Cuba, trải qua hơn 50 năm kể từ khi giải phóng, Cu ba vẫn luôn biểu tượng của sự quả cảm, say mê, của nhiệt huyết và hiên ngang, quật cường ngay sát cạnh nước Mỹ, trên đường phố Cuba du khách vẫn có thể bắt gặp các khẩu hiệu của cuộc cách mạng năm xưa như “Patria o Muerte" (Tổ quốc hay là Chết). Che Guevara là người anh hùng được tôn thờ tại đất nước này, hình ảnh của ông có mặt ở khắp mọi nơi, từ áo phông, quán cafe cho đến các bức bích họa vẽ trên tường. Cùng với Bắc Triều Tiên, Cuba là quốc gia thứ hai trên thế giới cấm bán đồ uống nhãn hiệu Coca-Cola, hành vi bán Coca từng là bất hợp pháp cho đến khi lệnh cấm được gỡ bỏ vào năm 2015.

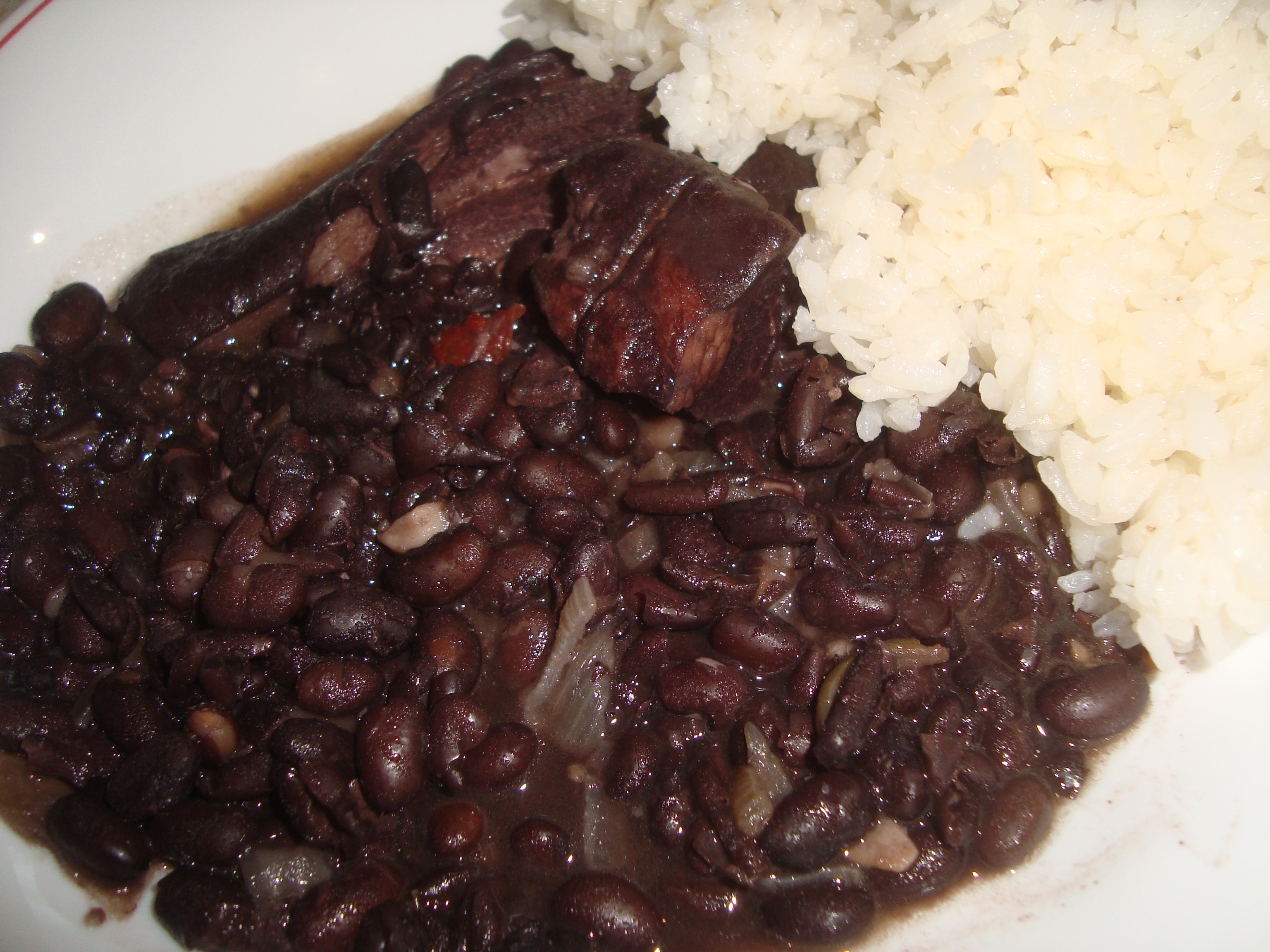
Đậu đen hầm gạo trắng

## Xem thê
- Danh sách di sản thế giới tại Cuba
- Biểu tượng quốc gia Cuba
- Du lịch Cuba
- Ẩm thực Cuba